# Chris Smalling
Christopher Lloyd Smalling (Londres, Inglaterra, Reino Unido, 22 de noviembre de 1989) es un futbolista británico que juega de defensa en el Al-Fayha F. C. de la Liga Profesional Saudí.

## Trayectoria
Debutó cómo futbolista en el Maidstone United F. C. En el año 2008 fichó por el Fulham F. C. En el año 2010 fichó por el Manchester United F. C. por 8 millones de euros. En 2019 salió a préstamo a la A. S. Roma a cambio de 3 millones de euros. Abandonó el conjunto italiano tras finalizar la Serie A y no llegar a un acuerdo para extender la cesión para jugar la fase final de la Liga Europa de la UEFA. El 5 de octubre de 2020 regresó al equipo romano después de que ambos clubes llegaran a un acuerdo para su traspaso.
El 2 de septiembre de 2024, después de cinco años en Roma en los que marcó diez goles en 155 partidos y ganó la Liga Europa Conferencia de la UEFA 2021-22, se marchó al Al-Fayha F. C. saudí.

## Selección nacional
El 12 de mayo de 2014 fue incluido por el entrenador Roy Hodgson en la lista final de 23 jugadores que representarán a Inglaterra en la Copa Mundial de Fútbol de 2014.

### Participaciones en Copas del Mundo
| Torneo          | Sede   | Resultado    |
| --------------- | ------ | ------------ |
| Mundial de 2014 | Brasil | Primera fase |

## Estadísticas

### Clubes
Actualizado al último partido disputado el 26 de mayo de 2025.
| Club                               | Div.          | Temporada     | Liga  | Liga  | Copas nacionales | Copas nacionales | Copas internacionales | Copas internacionales | Total | Total |
| Club                               | Div.          | Temporada     | Part. | Goles | Part.            | Goles            | Part.                 | Goles                 | Part. | Goles |
| ---------------------------------- | ------------- | ------------- | ----- | ----- | ---------------- | ---------------- | --------------------- | --------------------- | ----- | ----- |
| Fulham F. C. Inglaterra            | 1.ª           | 2008-09       | 1     | 0     | 0                | 0                | —                     | —                     | 1     | 0     |
| Fulham F. C. Inglaterra            | 1.ª           | 2009-10       | 12    | 0     | 2                | 0                | 4                     | 0                     | 18    | 0     |
| Fulham F. C. Inglaterra            | Total club    | Total club    | 13    | 0     | 2                | 0                | 4                     | 0                     | 19    | 0     |
| Manchester United F. C. Inglaterra | 1.ª           | 2010-11       | 16    | 0     | 8                | 1                | 9                     | 0                     | 33    | 1     |
| Manchester United F. C. Inglaterra | 1.ª           | 2011-12       | 19    | 1     | 4                | 1                | 7                     | 0                     | 30    | 2     |
| Manchester United F. C. Inglaterra | 1.ª           | 2012-13       | 15    | 0     | 5                | 0                | 2                     | 0                     | 22    | 0     |
| Manchester United F. C. Inglaterra | 1.ª           | 2013-14       | 25    | 1     | 6                | 0                | 7                     | 1                     | 38    | 2     |
| Manchester United F. C. Inglaterra | 1.ª           | 2014-15       | 25    | 4     | 4                | 0                | —                     | —                     | 29    | 4     |
| Manchester United F. C. Inglaterra | 1.ª           | 2015-16       | 35    | 0     | 9                | 1                | 11                    | 1                     | 55    | 2     |
| Manchester United F. C. Inglaterra | 1.ª           | 2016-17       | 18    | 1     | 8                | 1                | 10                    | 0                     | 36    | 2     |
| Manchester United F. C. Inglaterra | 1.ª           | 2017-18       | 29    | 4     | 8                | 0                | 9                     | 0                     | 46    | 4     |
| Manchester United F. C. Inglaterra | 1.ª           | 2018-19       | 24    | 1     | 2                | 0                | 8                     | 0                     | 34    | 1     |
| Manchester United F. C. Inglaterra | Total club    | Total club    | 206   | 12    | 54               | 4                | 63                    | 2                     | 323   | 18    |
| A. S. Roma · Italia                | 1.ª           | 2019-20       | 30    | 3     | 2                | 0                | 5                     | 0                     | 37    | 3     |
| A. S. Roma · Italia                | 1.ª           | 2020-21       | 16    | 0     | 0                | 0                | 5                     | 0                     | 21    | 0     |
| A. S. Roma · Italia                | 1.ª           | 2021-22       | 27    | 3     | 1                | 0                | 10                    | 1                     | 38    | 4     |
| A. S. Roma · Italia                | 1.ª           | 2022-23       | 32    | 3     | 1                | 0                | 14                    | 0                     | 47    | 3     |
| A. S. Roma · Italia                | 1.ª           | 2023-24       | 8     | 0     | 0                | 0                | 4                     | 0                     | 12    | 0     |
| A. S. Roma · Italia                | Total club    | Total club    | 113   | 9     | 4                | 0                | 38                    | 1                     | 155   | 10    |
| Al-Fayha F. C. Arabia Saudita      | 1.ª           | 2024-25       | 30    | 1     | 2                | 0                | ―                     | ―                     | 32    | 1     |
| Al-Fayha F. C. Arabia Saudita      | Total club    | Total club    | 30    | 1     | 2                | 0                | 0                     | 0                     | 32    | 1     |
| Total carrera                      | Total carrera | Total carrera | 362   | 22    | 62               | 4                | 105                   | 3                     | 529   | 29    |

## Palmarés

### Campeonatos nacionales
| Título           | Club                    | País       | Año     |
| ---------------- | ----------------------- | ---------- | ------- |
| Community Shield | Manchester United F. C. | Inglaterra | 2010    |
| Premier League   | Manchester United F. C. | Inglaterra | 2010-11 |
| Community Shield | Manchester United F. C. | Inglaterra | 2011    |
| Premier League   | Manchester United F. C. | Inglaterra | 2012-13 |
| Community Shield | Manchester United F. C. | Inglaterra | 2013    |
| FA Cup           | Manchester United F. C. | Inglaterra | 2015-16 |
| Copa de la Liga  | Manchester United F. C. | Inglaterra | 2016-17 |

### Campeonatos internacionales
| Título                             | Club                    | Sede   | Año     |
| ---------------------------------- | ----------------------- | ------ | ------- |
| Liga Europa de la UEFA             | Manchester United F. C. | Solna  | 2016-17 |
| Liga Europa Conferencia de la UEFA | A. S. Roma              | Tirana | 2021-22 |